# Селекционное (Харьковская область)
Селекцио́нное (укр. Селекційне) — посёлок, Мерефянский городской совет, Харьковский район, Харьковская область, Украина.
Код КОАТУУ — 6325110701. Население по переписи 2020 года составляет 1471 человека.

## Географическое положение
Посёлок Селекционное находится на правом берегу реки Мжа,
на противоположном берегу расположены пгт Утковка и город Мерефа.
Через посёлок проходят автомобильные дороги М-18 (E 105), Т-2102 и Т-2107.
Рядом проходят две железнодорожные ветки, станция Селекционное.

## История
- Территория у посёлка была заселена издавна. Во время строительства трассы Москва-Симферополь, обнаружены стоянка эпохи неолита (IV тысячелетие до н. э.), поселения и могильник эпохи поздней бронзы.
- 1918 — на месте будущего Селекционного поселка строится сельскохозяйственная коммуна с жилыми домами и хозпостройками.
- 1930 — официальная дата основания в качестве поселка для сотрудников агрокомплекса и сельскохозяйственной лаборатории.
- В 1940 году, перед ВОВ, на хуторе Легезивка были 9 дворов.[1]
- 1959 — построен стадион, организован футбольный клуб с детско-юношескими группами.
- 1974 — в посёлок Селекционное из Харькова был переведён институт овощеводства и бахчеводства.
- 1977 — построен Дом культуры.

В июле 1995 года Кабинет министров Украины утвердил решение о приватизации опытного хозяйства.

## Экономика
- Институт овощеводства и бахчеводства Украинской академии аграрных наук.
- Производственно-строительная корпорация «ЕРКО».

## Объекты социальной сферы
- Школа.
- Дом культуры. Был открыт в 1977 году

## Достопримечательности
- Братская могила советских воинов. Похоронено 78 воинов.